# サザン鉄道 (イギリス)
サザン鉄道（サザンてつどう、英語: Southern Railway、略称SR、単にSouthernと略されることもあった）は、1921年鉄道法に基づく1923年の鉄道網四大グループ化で設立されたイギリスの鉄道会社である。ロンドンとイギリス海峡の港、南西イングランド、海辺のリゾート地、ケントなどを結んでいた。サザン鉄道は、ロンドン・アンド・サウス・ウェスタン鉄道、ロンドン・ブライトン・アンド・サウス・コースト鉄道、サウス・イースタン・アンド・チャタム鉄道などの鉄道会社の合併により形成された。のちにサザン鉄道となる区間の建設は、1838年のロンドン・アンド・サウサンプトン鉄道の開通に始まり、この会社はのちにロンドン・アンド・サウス・ウェスタン鉄道へと改称した。
サザン鉄道は、巧妙な広報宣伝活動と、ハーバート・ウォーカー率いる理路整然とした管理組織で有名であった。サザン鉄道の総延長は2,186マイル（約3,518キロメートル）で、四大鉄道会社の中で最小であり、またほかの3社と異なり収入の大半を貨物ではなく旅客から得ている会社であった。サザン鉄道は当時世界最大の電化された本線鉄道を建設し、世界最初の電化された都市間鉄道をロンドン - ブライトンに実現した。サザン鉄道の技師長は、1923年から1937年まで務めたリチャード・マンセル、1937年から1948年まで務めたオリバー・ブレイドの2人がいて、1923年に承継した機関車や鉄道車両のほとんどを置き換える新しい機関車や車両をどちらも設計した。サザン鉄道は第二次世界大戦において非常に重要な役割を果たし、ダンケルクの戦いの期間中イギリス遠征軍を輸送し、また1944年のオーヴァーロード作戦では補給物資を輸送した。サザン鉄道は主に旅客輸送用の路線網であったため、こうした輸送の成功はさらにいっそう注目に値する成果であった。
サザン鉄道はいくつもの有名な愛称付き列車（ネームド・トレイン）を運行していた。ブライトン・ベル、ボーンマス・ベル、黄金の矢（ゴールデン・アロー）、ナイト・フェリーなどである。ウェスト・カントリー方面への列車は、利益の上がる夏季の休暇輸送が多くを占めており、またアトランティック・コースト・エクスプレスやデボン・ベルといったネームド・トレインも運行されていた。サザン鉄道のよく知られた塗装は非常に独特で、機関車も客車も黒い台枠の上に明るいマラカイトグリーンを塗り、太く明るい黄色のレタリングを施していた。サザン鉄道は1948年に国有化され、イギリス国鉄南部局となった。

## 歴史

### 構成会社および1923年の設立
1923年以前は、イングランドの南海岸沿いに4社の主要な鉄道会社が営業していた。ロンドン・アンド・サウス・ウェスタン鉄道 (LSWR)、ロンドン・ブライトン・アンド・サウス・コースト鉄道 (LBSCR)、サウス・イースタン鉄道、ロンドン・チャタム・アンド・ドーバー鉄道であり、最後の2社は1899年からサウス・イースタン・アンド・チャタム鉄道 (SECR) という営業組合を形成していた。これらの会社が、何社かの小さな独立営業していた鉄道路線や非営業の会社を含めて合併して、1923年にサザン鉄道を形成し、2,186マイル（3,518キロメートル）の路線を運営するようになった。またサザン鉄道はいくつかの共同運営路線の部分的な所有権も有しており、イースト・ロンドン鉄道、ウェスト・ロンドン・エクステンション・ジョイント鉄道、サマーセット・アンド・ドーセット・ジョイント鉄道、ウェイマス・アンド・ポートランド鉄道などである。
南部イングランドにおける最初の本線鉄道はロンドン・アンド・サウサンプトン鉄道で、1838年にLSWRに改称した後、1840年5月に全線を完成させた。それにすぐ続いて1841年9月にはロンドン・アンド・ブライトン鉄道が、そしてサウス・イースタン鉄道（以前はサウス・イースタン・アンド・ドーバー鉄道）が1844年2月に開通した。LSWRはポーツマス、ソールズベリー、のちにはエクセター、プリマスといった目的地へも支線を伸ばした。LSWRは、サザン鉄道の源流となる主要4社の中でも最大の会社へと成長した。LBSCRはLSWRよりは小さな会社で、ニューヘイブンの港や南海岸にあるいくつかの人気のあるリゾート地へと結び、またロンドン南部の郊外鉄道網の多くを運営していた。1867年にはほとんど倒産しかかったが、その最後の25年間はうまく経営され利益が出ていた。LBSCRは、新しく路面電車が登場して一部の旅客を奪っていきつつあったことに対抗して、1909年から架空電車線方式でロンドン周辺の路線網を電化し始めた。また、重複する路線や列車が設定されて、何年にもわたって無駄で損失を発生させる競争が2社の間で繰り広げられたのちに、最終的にSECRが結成されることになった。どちらの会社も利用する旅客からは不人気で、あまり整備されていない車両とインフラで運営されていた。にもかかわらず、1899年から1922年の間にこうした問題を是正して真の進歩が実現された。
サザン鉄道が設立される根源は、第一次世界大戦の勃発にあり、この際にイギリスのすべての鉄道会社は政府の管理下に置かれた。職員の多くが軍に参加し、平時と同等の水準で設備を建設・維持することは不可能となった。戦後、政府は恒久的な国有化も検討した。しかしその代わりに、1921年鉄道法を通じて通称「グループ化」として知られる、四大グループを形成する強制的な鉄道の合併を実行することになった。イングランド南海岸の4社を合併してサザン鉄道を形成した結果、いくつかの重複する路線や管理構造が継承されることになった。LSWRが新しい会社にもっとも大きな影響を及ぼしたが、1923年以降サービスと職員を統合する真摯な努力がなされた。組織の合理化により、英仏海峡の諸港へより直行できる路線を選択して、それ以外の一部の路線は格下げされることになり、またかつてのLSWRのウォータールー駅に置かれた本社に基づき、よく統合されているが必ずしも中央集権化されてはいない管理構造が形成された。
鉄道事業に加えて、サザン鉄道は南海岸沿いのサウサンプトン、ニューヘイブン、フォークストンなど、いくつかの重要な港と港湾設備を継承した。ポーツマス、ドーバー、プリマスなどの港へも列車を走らせていた。これらの港では大洋横断や海峡横断の旅客を取り扱うようになり、鉄道が所有していた設備の規模は、こうした産業の生み出す繁栄の程度を反映したものであった。こうした港湾への旅客は、ロンドン郊外の営業範囲における人口密度と並んで、サザン鉄道が旅客営業を中心とする鉄道となることを決定づけた。

### 電化

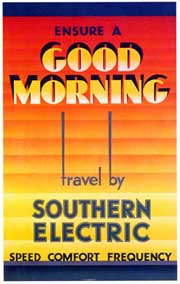
サザン鉄道の新しく電化された郊外路線を宣伝する1933年のポスター

1923年にサザン鉄道は、6.7 kV架空電車線方式で電化された24.5マイル（39.4キロメートル）の鉄道と、直流660 V第三軌条方式で電化された57マイル（92キロメートル）の鉄道、そして1.5マイル（2.4キロメートル）の地下鉄道であるウォータールー&シティー線を継承した。1925年にギルドフォード、ドーキング、エッフィンガムへのルートおよびロンドン・ヴィクトリア駅とホルボーン・バイアダクトからハーン・ヒルとキャットフォード・ループを経由してオーピントンまでのルートが電化された時点で、第三軌条方式電化の営業キロは2倍以上となった。1926年8月9日にサザン鉄道は、直流電化方式で交流電化方式を置き換えると発表し、交流方式の電車は1929年9月29日に最終運行となった。1928年に電化されたロンドン・ブリッジからイースト・クロイドンまでのルートを含めて、1929年末までにサザン鉄道は277.5マイル（446.6キロメートル）の第三軌条電化の路線を営業しており、この年には電気運転による列車キロは1780万キロに達した。
1929年から1930年にかけて新しく電化されたウィンブルドン・アンド・サットン鉄道が開業した。ロンドンのすぐ南側の地域のほとんどは、1931年から1939年にかけて、ブライトン、イーストボーン、ヘイスティングス（ロンドン・ブライトン・アンド・サウス・コースト鉄道線経由）、ギルドフォード、ポーツマス、レディングへの長距離路線と共に電化された。これは世界で最初の長距離本線の電化方式であった。かつてのサウス・イースタン・アンド・チャタム鉄道のルートでは、セブノークスやメイドストンまでの路線が1939年までに電化された。ケント・コーストまでの路線はその次の電化予定で、さらにサウサンプトンやボーンマスまでの路線がそれに続く予定となっていた。しかし第二次世界大戦によりこうした計画はそれぞれ1950年代末と1967年まで遅れることになった。サザン鉄道の当初の計画には含まれていなかったが、ボーンマスからウェイマスまで1988年に電化が延伸された。

### 1930年代の経済危機
1929年のウォール街大暴落の南東イングランド地域への影響は、他の地域に比べればずっと少なかった。既にサザン鉄道が通勤路線網を近代化するために投資してきた成果により、恐慌にもかかわらず、他の鉄道会社に比べればずっと良い財務状態を維持することができた。しかし、利用可能な資金は電化計画に投じられており、サザン鉄道が蒸気機関車の設計分野を牽引していた時期である、リチャード・マンセル技師長の時代を終わらせることになった。資金不足は新しい標準化された機関車の開発に影響を与え、サザン鉄道が蒸気機関車設計において再び主導権を発揮していくようになるのは、第二次世界大戦までかかることになった。

### 第二次世界大戦

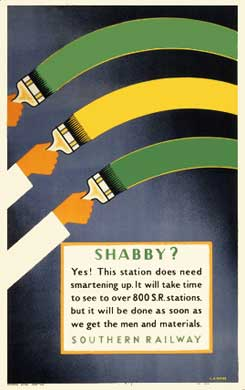
L.A.ウェッブ制作の1945年のポスター、マラカイトグリーンとサンシャインイエローの塗装を示しながら、戦後のサザン鉄道の更新計画を約束している

第二次世界大戦中、英仏海峡の港に近接しているサザン鉄道は、連合国の戦争遂行に極めて重要な存在となった。海峡諸港や西部へ休暇を過ごしに行く旅行客は、兵員と軍需品の輸送に取って代わられ、1940年に南海岸へのドイツの侵攻の脅威が高まった時期には特にそうであった。戦前には、サザン鉄道の輸送量の75パーセントが旅客で、貨物は25パーセントのみであった。しかし戦争中には、旅客輸送量はおおむね同じであったものの、貨物輸送が全輸送量の60パーセントを占めるまで増加した。絶望的なまでの貨物用機関車の不足は、技師長のオリバー・ブレイドが設計した40両のサザン鉄道Q1形蒸気機関車によって救済され、膨大な軍需輸送を捌いた。主に通勤旅客と休暇の旅行客を輸送するための鉄道によって捌いた軍需品と兵員の量は、息をのむような偉業であった。
侵攻の脅威が薄れてきたとき、ノルマンディーへ向けたオーヴァーロード作戦の侵攻準備のために兵員と軍需品を輸送するうえで、再びサザン鉄道が重要な役割を果たした。これには、サザン鉄道のロンドンおよび海峡諸港に近いという位置関係から、激しい爆撃に晒されていたことと、線路や機関車、客車、貨車などの整備を戦後まで遅らせるという代償を伴っていた。

### 国有化
1940年代末のゆっくりとした復興の後、戦争で荒れ果てていた会社は1948年に他の鉄道会社と共に国有化され、イギリス国鉄となった。サザン鉄道はイギリス国鉄南部局という独立した組織として維持された。サザン鉄道という会社は、すべての資産をイギリス運輸委員会に継承するか、そうでなければ適切に株主に分配することで1947年運輸法の12章、13章、24章の規定を満たし、1949年6月10日に自主的に清算されるまで、法的には存続していた。ロンドンやケントの路線網の多くは戦時中に被害を受けており、また多くの車両が損傷しているか置き換えを必要としていた。国有化の直前、サザン鉄道は活発な更新プログラムを開始し、このプログラムは1950年代初頭まで続けられることになった。

### 民営化された鉄道における復活
ビクトリア駅およびロンドン・ブリッジ駅から南部ロンドン、サリー、サセックス、ハンプシャーへのかつてのLBSCR線は、現在はゴヴィア・テムズリンク・レールウェイが「サザン」ブランドで運行している。このブランドは国有化前のサザン鉄道にちなんで先代の列車運行会社で親会社を同じくするサザンが2004年5月30日に使用を開始したもので、ロゴは緑の丸に緑のバー、そして黄色の文字でサザンと書かれている。

## 事故および事件
- 1926年11月5日、ハンプシャー、ブラムショット・ハルト近郊において牛乳タンク列車が分離事故を起こした。列車の乗務員は、列車分離をすぐに復旧できると考えて、信号扱い手に通報することも、列車末端を防護することもなかった。旅客列車がこの列車に追突し、1人が死亡した[26]。
- 1927年3月、ケント、ルータム（英語版）において列車が脱線した[26]。
- 1927年8月、ケント、ベアステッド（英語版）において旅客列車が脱線した[26]。
- 1927年8月24日、機関車の設計と線路の状態の複合的要因により、ケント、セブノークスにおいて旅客列車が脱線した。13人が死亡し21人が負傷した（セブノークス鉄道事故（英語版））[27]。
- 1933年5月25日、ロンドンのレインズパークにおいて旅客列車が脱線し、隣接線を支障した。他の列車がそこに側面で衝突し、5人が死亡、35人が負傷した。この事故は、保守作業中の線路に速度制限を設定し損ねたために起きたものであった[28]。
- 1934年9月4日、2本の貨物列車がロンドンのヒザーグリーンにおいて衝突した[29]。
- 1937年4月2日、信号扱い手の誤りにより、ロンドンのバッターシーパークで電車が追突した。10人が死亡、80人が負傷し、そのうち7人は重傷であった（バッターシー鉄道事故（英語版））[30]。
- 1937年6月28日、ケントのスウォンリー分岐点において旅客列車が信号機を冒進し、側線に進入して変電所に衝突した。4人が死亡した。この列車は本来スウォンリーに停車予定ではなかったが、臨時に停車させることになっていた。しかし運転士は臨時停車のことを知らされていなかった[28]。
- 1937年、ハンプシャーのウィンチェスターにおいて、客車の電気設備の欠陥によりボートトレインが火災を起こした。4両が焼失した[31]。
- 1940年8月14日、ハンプシャーのセントデニスにおいて敵襲のため旅客列車が脱線した。列車の前方の線路上に爆弾が落ち、そこまでに列車を止めることができなかった[32]。
- 1941年5月11日、キャノン・ストリート駅がドイツ空軍の空襲を受け、少なくとも1両の機関車が大きな損傷を受けた[33]。
- 1946年夏、ハンプシャーのウォラーズアッシュにおいて貨物列車が信号機を冒進し、脱線分岐器で脱線した[32]。
- 1946年7月17日、ロンドンビクトリア駅において軽機関車が旅客列車と衝突し、数人が負傷した[26]。
- 1947年1月21日、ロンドン、サウスバーモンジーにおいて、空車の列車が電車に追突した[34]。
- 1947年10月24日、信号扱い手の取り扱い誤りにより、サリーのサウスクロイドン分岐点で電車同士が衝突した。サザン鉄道で死者数最悪の事故で、32人が死亡し183人が負傷した（サウスクロイドン鉄道事故（英語版））[35]。
- 1947年11月26日、信号扱い手の取り扱い誤りにより、ハンプシャーのファーンボロで旅客列車同士が追突し、2人が死亡した[28]。

## 営業範囲
サザン鉄道はウェイマス、プリマス、ソールズベリー、エクセターなど、グレート・ウェスタン鉄道と競争を繰り広げていた南西イングランドに広い範囲をカバーしていた。この範囲の東側では、ハンプシャー、サリー、サセックス、ケントといった地域で鉄道事業を独占していた。これらに加えて、ロンドンのテムズ川より南の郊外においては独占を形成しており、こうした地域では本線同士をつなぎ合わせる複雑な支線網を形成していた。
ロンドン・ミッドランド・アンド・スコティッシュ鉄道、ロンドン・アンド・ノース・イースタン鉄道、そしてグレート・ウェスタン鉄道などとは異なり、サザン鉄道は旅客中心の鉄道であった。鉄道網の規模は小さかったにもかかわらず、イギリスでもっとも人口が稠密な地域であるロンドン周辺に通勤路線網を保有していたことから、イギリス全体の旅客輸送量の4分の1以上を運んでいた。これに加えて、ロンドン南部の地質は地下鉄建設に不向きであったことから、サザン鉄道は地下鉄とほとんど競争になることがなく、ロンドン中心部に近い駅から伸びる密度の高い路線網を発達させた。

### 主要地点
サザン鉄道の本社は、ウォータールー駅にある旧LSWR事務所に置かれており、他にロンドンにブラックフライアーズ駅、キャノン・ストリート駅、チャリング・クロス駅、ホルボーン・バイアダクト駅、ロンドン・ヴィクトリア駅、ロンドン・ブリッジ駅の6つのターミナル駅を有していた。このうちロンドン・ブリッジ駅には、東部地区および中央地区の本部も置かれていた。他の主なターミナル駅は、ドーバー、ブライトン、サウサンプトンなどがあった。またヨーロッパでも最大級に利用客が多いクラパムジャンクション駅も有していた。
サザン鉄道の前身各社から継承したイーストレイ、アシュフォード、ブライトンの各工場で機関車の製造と保守が行われていた。最大のものはLSWRが1909年に建設したイーストレイ工場で、この工場はそれ以前に南ロンドンにあったナイン・エルムズ機関車工場が手狭になったことから置き換えるために建設されたものであった。ブライトン工場は1852年からLBSCRの機関車製造を行ってきた工場で、1945年から1951年にかけて、ブレイドのライトパシフィック機関車110両中104両の製造を担当した。アシュフォード工場はSECRから継承した、1847年設立の工場で、Q1の半分を製造した。アシュフォード工場で最後に製造した蒸気機関車は、1944年3月に完成したスタニア設計の8F型8764号機であった。
客車工場は同様に継承したものでイーストレイにあるものと、ランシングにある1912年にLBSCRが建設したものがあった。どちらの工場も第二次世界大戦中、エアスピード ホルサやゼネラル・エアクラフト ハミルカーなどの軍用グライダーの戦時生産用に転換されていた。貨車工場はアシュフォードとイーストレイに所在していた。
エクスマス分岐点の機関庫近くのコンクリート工場で、プラットホームの座席、柵、駅の街灯などを製作していた。また発電所がウィンブルドンのダーンスフォード・ロードに置かれていた。

### 技術
旧LSWRのロンドン-サウサンプトン間のサウス・ウェスタン本線は、ジョセフ・ロックの手により緩勾配で完成された路線で、このためいくつかの切り通し、トンネル、築堤をロッドン川、テスト川、イッチェン川の谷に建設することになり、また南部ロンドンを横切ってウォータールー駅まで煉瓦アーチ橋を建設することになった。勾配を緩くするために重点を置いたため、ミッチェルデバーからウィンチェスターまでの区間は、イギリスのすべての本線の中で一定の勾配が続く最長のものとなっている。
これ以外のサザン鉄道の営業区域は、ノース・ダウンズ、ウィールデン・リッジ、サウス・ダウンズの3つの大きな丘の並びが横切っている。このためジョン・ラストリックが1841年に建設したブライトン本線には、マースタムに最大級の切り通しを、マースタム・トンネル、バルコーム・トンネル、クレイトン・トンネル、パッチャム・トンネルなどの大きなトンネル、そしてウーズバレー高架橋などを設けていた。SECRの鉄道網において大きなトンネルは、マースタム、セブノークス、シェイクスピア・クリフにあった。

## 営業
サザン鉄道の経営は取締役会によって行われており、最初の会長はヒュー・ドラモンドで、1923年に就任した。当初は合併以前の3社の利益をそれぞれ代表して、ハーバート・ウォーカー、パーシー・テンペスト、ウィリアム・フォーブスの3人のゼネラルマネージャーが置かれていたが、1年以内にウォーカーのみがゼネラルマネージャーとなった。サザン鉄道の主任技師長の座は旧SECR従業員であったリチャード・マンセルに与えられた。管理を容易にするため、1923年に継承した路線群は合併元の会社が担当していた地域別におおむね沿って、地理的に3つの地区に分割されてそれぞれ運輸局が設置された。
- 西部局（旧LSWR線）は、サウス・ウェスタン本線（英語版）、ポーツマス・ダイレクト線（英語版）、ウェスト・コーストウェイ線（英語版）の4分の1（ポーツマスからサウサンプトンまで）、ウェスト・オブ・イングランド線（英語版）などを含み、どれも主に休暇を過ごす人々に人気の目的地へ向かう路線であった。デヴォンおよびコーンウォールへはエクセター-プリマス線（英語版）経由で伸びており、この地域ではグレート・ウェスタン鉄道の方が強力であったことから、サザン鉄道の迂回していた路線は「しおれた腕」と馬鹿にして言われることがあった。
- 中央局（旧LB&SCR線）は、もっとも利益が出て頻繁に列車が運行されていたブライトン本線（英語版）やイースト・コーストウェイ線（英語版）、ウェスト・コーストウェイ線の4分の3、アラン・バレー線（英語版）、サットン・アンド・モール・バレー線（英語版）などを含んでいた。
- 東部局（旧SECR線）は、サウス・イースタン本線（英語版）、チャタム本線（英語版）、ヘイスティングス線、ケント・コースト線（英語版）、ノース・ダウンズ線（英語版）などを含んでいた[1]。

鉄道運行の営業上・商業上の観点はトラフィックマネージャーの管轄下に置かれており、ゼネラルマネージャーの多くの仕事を緩和して、ゼネラルマネージャーが経営上の方針決定をできるようにしていた。専門の管理者がトラフィックマネージャーの下に配されて、それぞれの部門の運営の仕事を担当していた。このように、サザン鉄道は中央集権と分権のハイブリッド型の組織で運営されていた。

### 旅客列車

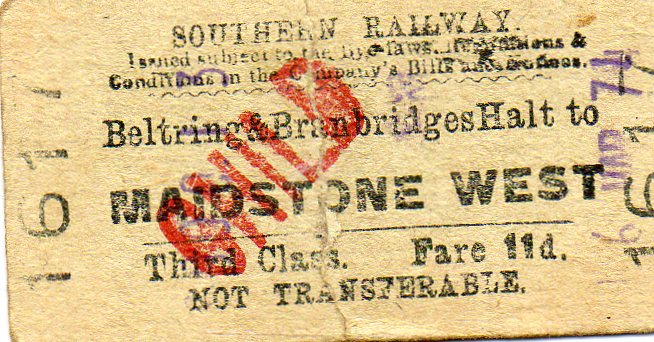
ベルトリング・アンド・ブランブリッジズ・ハルト駅からメイドストン・ウェスト駅へのエドモンソン券

旅客列車、特にロンドン郊外の大量輸送は、サザン鉄道における主な収益源であった。またサザン鉄道は英仏海峡沿いの港や魅力的な海岸の行楽地などを結び、メディアの注目を集めていた。このため、サザン鉄道は多くの有名な愛称付き列車を運転しており、ジョン・エリオットによる宣伝のもう1つの材料となっていた。東部局と中央局はブライトン、イーストボーン、ヘイスティングスなどの海辺のリゾート地や、英仏海峡の港などを結んでいたのに対し、西部局は西部のリゾート地への夏の休暇輸送を担っていた。サザン鉄道の旅客列車は、プルマン式の豪華列車と一般旅客列車からなっており、10,800両の客車を有していた。

#### プルマン列車
プルマン列車はサザン鉄道の最上級列車で、鉄道に対して感じられる誇りを反映したものであった。豪華列車としては、ロンドンとパリを結ぶ黄金の矢（イギリス側ではゴールデン・アロー、フランス側ではフレッシュ・ドール）、ロンドンとサウサンプトンを結びオーシャンライナーに連絡するザ・キュナーダー、ロンドンとパリおよびブリュッセルを結ぶナイト・フェリー、中央局を走るブライトン・ベル、西部局を走るボーンマス・ベルやデボン・ベルなどのいくつものボートトレインがあった。
黄金の矢がサザン鉄道でもっともよく知られた列車で、1929年5月15日に運行開始した。列車はプルマン車両と荷物車で構成されており、ロンドン・ビクトリア駅とドーバー駅を結び、フランス側の列車にはカレーで乗り継いでいた。ブライトン・ベルは1881年に運行を開始したロンドン・ブライトン・アンド・サウス・コースト鉄道のプルマン・リミテッドに起源を持ち、1908年にサザン・ベルへと改称した。1933年まで蒸気機関車牽引であったが、ロンドン-ブライトン間の本線の電化が完成して電気機関車が導入された。1934年6月29日にブライトン・ベルへと改称され、1972年まで運行された。
SECRは、ビクトリア駅からマーケートへのサネット・プルマン・リミテッドという列車を1921年に運行開始した。この列車は成功を収められず、1928年に廃止された。しかしイギリス国鉄により1948年にサネット・ベルとして再度運行開始された。

#### 愛称付き列車
プルマン式でない一般列車の中でも、アトランティック・コースト・エクスプレスなどの有名な愛称付き列車をサザン鉄道は運行していた。ビュード、エクスマス、イルフラクーム、パドストウ、プリマス、シートン、シドマス、トリントンなどの様々な目的地があったため、ウォータールー駅を11時に出発するアトランティック・コースト・エクスプレスは、1926年に登場した時点でイギリスでもっとも分割数の多い列車であった。進行中のいくつかの分岐点において、列車の一部分を分割してウェスト・カントリーの最終目的地へと走らせていたのである。コーンウォールにあるパドストウ駅が、サザン鉄道でもっとも西側にある駅であり、アトランティック・コースト・エクスプレスの終点かつ始発であって、サザン鉄道網でもっとも長い距離を走る列車であった。
目的地の重要度が、分割された各部分を最終目的地まで牽引する機関車を決めていた。イースト・デボンやノース・コーンウォールへの列車は常に小型のドラモンド設計のM7タンク機関車が牽引しており、1952年からはイギリス国鉄3形2-6-2T蒸気機関車牽引となった。列車の残りの部分はブレイド設計のライト・パシフィック機が牽引してプリマスまで運行された。アトランティック・コースト・エクスプレスは1964年9月5日に最終運行され、この際にサザン鉄道の西部局がイギリス国鉄西部局に吸収された。

#### 通勤列車

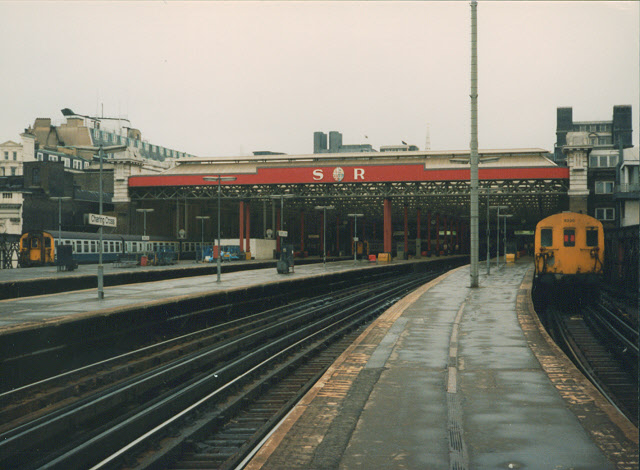
駅の上にオフィスビルが建てられる以前のチャリング・クロス駅、サザン鉄道の頭文字SRが残されている

ロンドン市内の郊外列車は、1929年までに完全に電化され、需要に応じて列車長を変えた電車により運転されていた。これは加減速度が高いという利点があった。その後サザン鉄道は利用の多い本線網の電化に着手し、ギルフォード、ブライトン、イーストボーンといった町からのかなりの通勤輸送を獲得することになった。

#### その他の旅客列車
これ以外の旅客列車は非プルマンで、通常の旅客鉄道事業であった。西部への列車は、夏にはワイト島やそれより先への旅客など、非常に利益の上がる休暇輸送で埋まっていた。冬季には、サザン鉄道の西端部は人口希薄地帯を走っていたこともあり、地元客の利用が非常に少なかった。また、西部の主要都市への旅客のほとんどをグレート・ウェスタン鉄道が運んでいたため、同社との競争もこの地域の旅客輸送が少ない原因となった。東部地区、特にロンドンの郊外では、蒸気機関車で牽引する列車が次第に電気運転に切り替えられていった。
支線網における旅客列車は、こうした路線の需要の低い特性に適した機関車が割り当てられており、ベイシングストーク駅のような主要路線の駅へと各駅停車を運転するために古くなった機関車が使われていた。古い機関車や車両を使うことには、さらに機関車の寿命を延ばすか廃車してしまうか、常に財務上の検討があった。場合によっては、アックスミンスターからライム・リージスへの支線の例が示すようにこうした路線では新しい機関車の使用が車両限界の制約によりできなくなっていた。
サザン鉄道は通勤輸送において、2両の客車を使ったプッシュプル式列車も運用していた。プッシュプル式列車は、支線の終点において時間のかかる転車台における方向転換および機回しをする必要がなく、反対側の端の運転台から機関車を逆向きに運転することができた。こうした列車はグレート・ウェスタン鉄道のオートトレインに類似したものであった。

### 貨物列車
サザン鉄道が営業した期間を通じて常に、旅客輸送が主な収入源であったが、貨物もまた貨物列車で輸送されていた。西部の農業地帯からの牛乳や家畜などの貨物が貨物列車にとっての定期的な輸送の源であり、一方、南海岸の港に輸入されてきた品物をブリックレイヤーズ・アームズ駅などの貨物ターミナルへと運ぶのにも貨物列車が用いられた。サザン鉄道には、南部ロンドンに貨物を取り扱う3つの大きな操車場を有していた。フェルサム操車場、ノーウッド操車場、ヒザー・グリーン操車場であり、ここで貨車が最終目的地へ向けて仕分けされていた。またロンドンを横断する大量の貨物も取り扱っており、こうした操車場からサザン鉄道も共同運営していたウェストロンドン線やイーストロンドン線を通じてテムズ川の北の他の操車場へと送り出されていた。
機関車が大型化するにつれて、貨車の長さは2軸貨車にして40両程度から100両程度にまで増大していったが、路線にある勾配と機関車のブレーキ能力がしばしば制約することになった。旅客列車において標準装備であった真空ブレーキは、次第に多くの一般の貨車にも取り付けられていき、真空ブレーキ装備の貨物列車は40マイル毎時（約64 km/h）より速く走ることができた。一般的な貨車は8トン、10トン、そしてのちには12トンを搭載することができたが、実際に搭載される貨物は1トンしかない場合もあった。これは一般運輸事業者として、運ぶ貨物を選ぶことができないためであった。

### 関連事業
サザン鉄道は、前身の各社から幅広い鉄道関連事業を継承しており、1948年の国有化までそうした事業を発展させ続けた。こうした関連事業としては、いくつかの港湾、船舶、貨物と旅客双方での道路自動車運送業、ホテルなどがあった。こうした関連事業はサザン鉄道にとって、1844年鉄道法によって一般運輸事業者として鉄道が指定され、道路と価格競争することができなかった時期に、追加の収入を得る手段となっていた。鉄道は駅において運賃を掲示する義務があり、道路の輸送業者はその後にそれを下回る運賃を提示していたのである。サザン鉄道は1930年代に航空輸送にも投資しており、人気のあったワイト島やチャンネル諸島への航路を補完していた。

#### 港湾船舶事業
サザン鉄道は、サウサンプトン、ニューヘイブン、プリマス、フォークストン、ドーバー、リトルハンプトン、、ストルード、ライ、クイーンズバラ、ポートビクトリア、パドストウにあるドックを継承した。サザン鉄道は引き続き、こうした設備に大々的に投資を継続し、サウサンプトンは大西洋横断オーシャンライナーのイギリスにおける主要港の地位をリヴァプールから奪い取った。サザン鉄道は38隻の大規模タービン/レシプロ蒸気船と数多くのその他の船をチャネル・パケットというブランドで承継し、自社の海事部門としていた。1948年の国有化後すべてイギリス国鉄に継承された。

#### 船舶

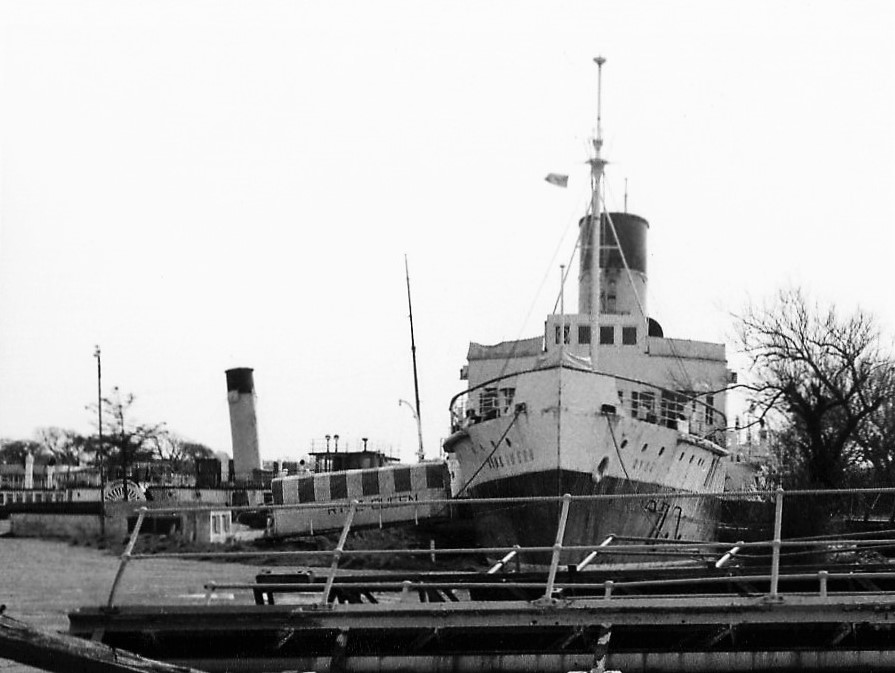
ライド

サザン鉄道は前身の各社から数多くの船を継承しており、そのうちの一部はカーフェリーが一般的な時代となるとカーフェリーへと改造された。自動車による休暇が一般的になり始めていたフランスへの航路でそうした改造が必要となった。チャンネル諸島への航路は1924年に開設され、さらにブルターニュへの航路は1933年に、最終的にノルマンディーへの航路は国有化直前の1947年に開設された。
旧LSWR船舶
アルバータ、アーデナ、ブリタニー、カイザリア、シェルブール、ハントニア、ローラ、ロリナ、ノルマニア、プリンセス・エナ、ヴェラ
旧LBSC船舶
アランデル、ブライトン、ディエッペ、ラ・フランス、ニューヘイブン、パリス、ルーアン、ヴェルサイユ
旧SECR船舶
ビアリッツ、カンタベリー、エンプレス、エンガディン、インヴィクタ、メイド・オブ・オルレアン、リヴィエラ、ヴィクトリア
旧LBSC/LSWR合同船舶
ダッチェス・オブ・アルバニー、ダッチェス・オブ・ケント、ダッチェス・オブ・ファイフ、ダッチェス・オブ・ノーフォーク、プリンセス・マーガレット
サザン鉄道建造船舶
アロマンシュ、オートキャリア、ブライトン、ブリタニ、カンタベリー、ディール、ヂナード、ファレーズ、フラットン、フレッシュウォーター、ハンプトン・フェリー、ハースルミア、ハイス、インヴィクタ、アイル・オブ・ガーンジー、アイル・オブジャージー、アイル・オブ・サーク、アイル・オブ・サネット、ロンドリス、メイド・オブ・ケント、メイドストン、マーストン、ミニスター、ポーツダウン、リングウッド、ライド、サンダウン、シェッパートン・フェリー、シャンクリン、サウスシー、セント・ブリアック、トンブリッジ、ツイッケナム・フェリー、ワージング、ウィッピンガム、ホイットスタブル
サザン鉄道管理船舶
第二次世界大戦中及びその後、サザン鉄道は戦時輸送省の多くの船舶を管理していた。

#### ホテル・道路交通・航空輸送
ロンドンのターミナルおよび沿岸部に、10軒の大規模ホテルをサザン鉄道が有していた。エドワード・バリー設計のチャリング・クロスホテルは1865年5月15日に開業し、フランスルネサンス様式の華麗な正面を駅に形成していた。キャノン・ストリート駅では、同じくバリー設計のイタリアネイト様式のホテルが1867年に建設された。このホテルが駅の旅客設備の多くを形成しているとともに、1960年に解体されるまで通りに向けた正面の印象的な建築を構成していた。ロンドン・ブリッジ駅は、1861年開業のターミナルホテルを備えており、1892年にはLBSCR用のオフィスへと転用され、1941年に爆撃で破壊された。ロンドン・ヴィクトリア駅は、300室のグロスブナーホテルを備え、1908年に建て直された。これ以外のホテルはサウサンプトンやその他の港などに設けられていた。
1929年から、サザン鉄道は列車へのフィーダーサービスとなるバス会社へ投資するようになった。ナショナル・オムニバス・アンド・トランスポート社との共同経営の企業として、サザン・ナショナルおよびサザン・ヴェクティスのブランド名で運営され、サザン鉄道自体よりも長く営業された。サザン鉄道はまた、道路での貨物輸送も営業しており、所有するトラックにより戸口までの配達サービスを提供していた。これは、鉄道が直接通じていない地域への配達が必要なばら積み貨物に特に有用であった。フラットタイプの貨車を使って配達先に近い駅まで鉄道でコンテナを運び、そこからクレーンを使ってトレーラーやトラックに積み替えて道路輸送された。
他のビッグ・フォーの会社と共同で、サザン鉄道は航空旅客輸送にも投資しており、特に船舶輸送を補完するチャンネル諸島やワイト島への空路が著名であった。こうした事業により鉄道以外の旅客からも収入を得る機会となり、また島々と本土を結ぶ高速貨物輸送サービスも実現した。しかし、第二次世界大戦中はチャンネル諸島が占領されたことと、航空燃料が配給制となったことにより、事業が中断された。
1937年にサザン鉄道は、ケントのルーリングストーンに新しい空港を造る計画に参加し、空港が建設される土地を購入するオプションを有していた。ルーリングストーン駅から分岐して短い支線を空港まで建設する議会の承認も得られた。1938年の年次総会の際に、空港建設の費用を正当化できるだけの十分な収入の見込みがないという会社側の意見が紹介された。結果的に土地購入のオプションは失効することになった。

## 塗装・機関車・鉄道車両

### 塗装と付番体系
サザン鉄道はその存在期間中ほとんどで、2,390両の機関車を鮮やかな黄色と茶色がかったオリーブグリーンで塗装しており、台枠と車輪は黒、付属部品には薄い白線で縁取った黒線を引いていた。1937年からブレイドが基本塗装を変更し、つやのないブルー/グリーンと炭酸銅に似たマラカイトグリーンになった。この塗装に黒い車輪と台枠、明るい黄色のレタリングと様々な部品類の線が組み合わせられていた。一部のブレイドの機関車は車輪をマラカイトグリーンに塗装し、縁を黄色にしていたが、この組み合わせは滅多に使われなかった。四大グループ化以前やマンセルの機関車は黄色と黒の線が引かれていた。第二次世界大戦中、オーバーホールされた機関車は、塗料と労働力の不足のため、全体がつやのない黒で塗装された。黄色のレタリングは維持されており、マラカイトグリーンで強調されていた。1948年の国有化へと続く時期には、マラカイトグリーン塗装への復帰が見られたが、表面的なものであった。以下にサザン鉄道の塗装の例と最初に適用された大まかな時期を示す。
- つやいり黒（四大グループ化の時点で多くの貨物設計に共通、1923年にマンセルが標準として採用）
- LBSCRダークアンバー（1905年-1923年）
- LSWRウリー・セージグリーン（1912年-1924年、合併後に旅客機関車の標準塗装となった）
- LSWRホリーグリーン（1912年-1923年、LSWRから合併時点で継承した貨物用の塗装）
- SECRグレー（1923年まで、合併時にSECRから継承した）
- SRマンセルオリーブグリーン（1924年-1939年、サザン鉄道として最初に旅客用標準塗装として導入された）
- 戦時つや消し黒（1940年-1950年、戦時用の労働力節約塗装）
- SRブレイドライトグリーン（1938年-1940年、N15クラスとH15クラスに最初に適用されたが、マラカイトグリーンを選んだために廃止）
- SRブレイドマラカイトグリーン（1939年-1950年、サザン鉄道のすべての旅客機関車の標準塗装となった）

マンセルの機関車は1924年時点で、磨きのかかった真鍮製の名称・ナンバープレートで背景を赤または黒としたものを特徴としていた。ブレイドの名称プレートは一般的に磨かれた真鍮のレタリングが入った砲金製のもので、クラス名の由来となったテーマ（マーチャント・ネイビー、ウェスト・カントリー、バトル・オブ・ブリテンなど）の様子を表現した飾りを特徴としていた。
1931年まで、サザン鉄道では前身の各社から引き継いだ機関車の番号を維持しており、複数の機関車が同じ番号を付けているという問題を、その前所有会社の主要工場名を示すプレフィクスを付けることで解決していた。すべてのSECRの機関車はアシュフォード工場に由来してA、LBSCRの機関車はブライトン工場に由来してB、LSWRの機関車はイーストレイ工場に由来してEを付けていた。ワイト島の機関車にはワイトの頭文字Wを付けていた。新しく製造された機関車は、造られた工場の頭文字を付けていた。1931年に改番を行ってプレフィクスの文字を外し、Eがついていた機関車の番号はそのまま、Aがついていた機関車の番号は1000を加算、Bがついていた機関車の番号は2000を加算した。ただしZクラスの入換機関車A950-A957だけは、プレフィクスを外しただけで番号の加算はなかった。一部の非営業用機関車はこの枠組みから外された。
ブレイドの指揮下で、彼が第一次世界大戦前ウェスティングハウス・エレクトリックのフランス支社で働いていた経験、および大戦中に鉄道運営組織で働いていた経験から、新しい大陸風の付番体系が彼の機関車に導入された。サザン鉄道の付番体系は、UICの車軸配置表記法を改良したものを採用しており、2や1といった数値は動力のない先輪や従輪の軸数を示し、Cのようなアルファベットは3軸の動輪があることを示していた。しかしこの付番体系は国有化までに、新しく設計された3軸機と、Co-Co軸配置の電気機関車のみに適用された。例として、マーチャント・ネイビークラスの最初の機関車は21C1と付番された。

### 動力車
サザン鉄道は合併時点で前身会社から2,281両の蒸気機関車を継承した。1948年にイギリス国鉄へ1,789両の機関車を継承した。同様に、84両の直流電車をLSWRから、38両の交流電車をLBSCRから継承し、1,480両の直流電車をイギリス国鉄に継承した。

#### 蒸気機関車

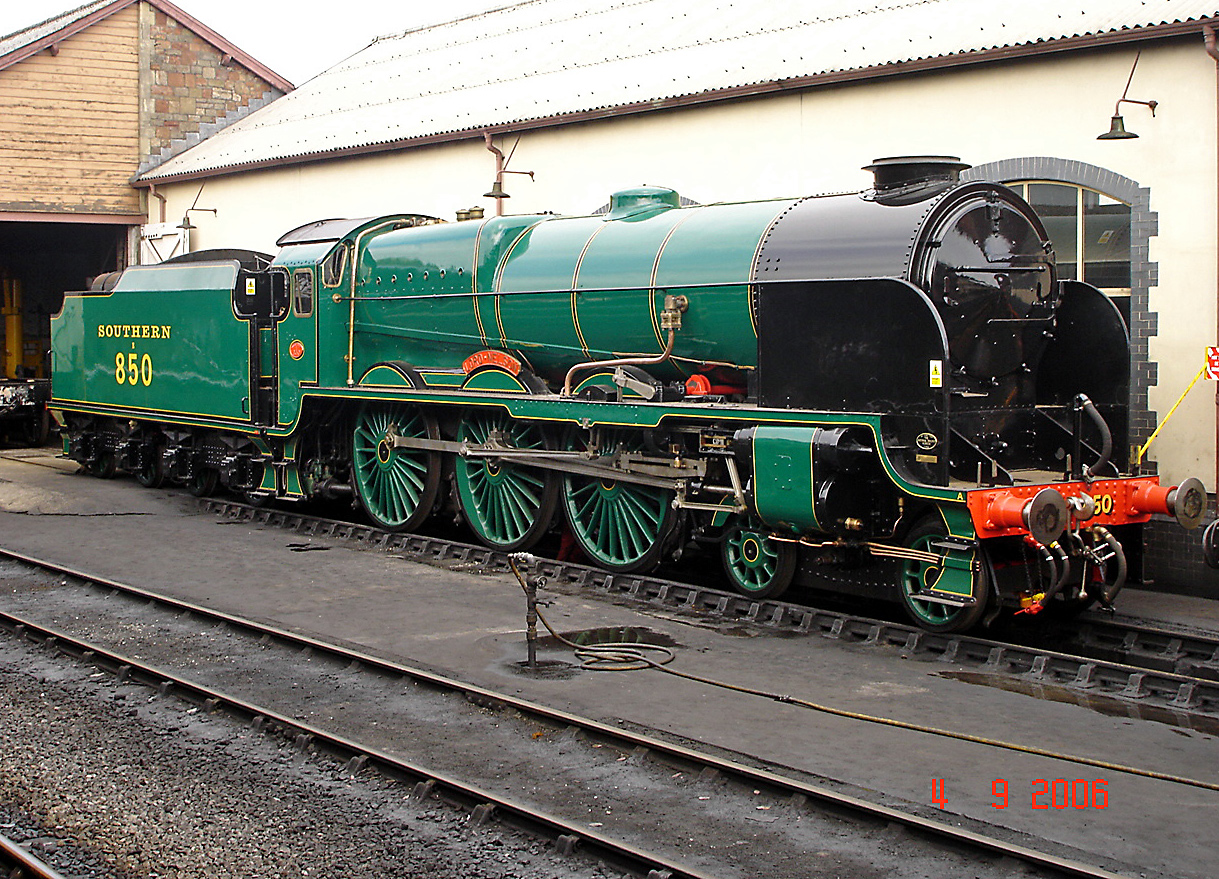
保存されているロード・ネルソンクラスの850号機関車「ロード・ネルソン」

1924年からマンセルは、保守の容易化を図って機関車の標準化を開始した。のちにブレイドは徹底した変革を推進して、サザン鉄道を機関車設計の最先端へと押し出した。
サザン鉄道が初期に製作した機関車群は、前身各社から継承した設計に基づくもので、LSWR N15形蒸気機関車やLSWR H15形蒸気機関車などであったが、どちらもマンセルによって本来の設計から改良を加えられていた。サザン鉄道で運用されていた機関車の設計何種類かが既に時代遅れになっていたため、これらの機関車は問題を解決するための暫定処置として意図されたものであった。1920年代は、機関車設計を成功させるためには保守の容易さと修理に主な考慮を置いた、標準化の時代であった。
1926年に、サザン鉄道による設計・製造で最初の機関車となる、マンセルのロード・ネルソン形がイーストレイ工場から送り出され、イギリスで当時もっとも強力な4-6-0機関車と評された。ロード・ネルソン形は非常に成功した機関車であったことから、LMSロイヤル・スコット級蒸気機関車はこのマンセルの設計に由来している部分がある。しかし、1929年の大恐慌により、サザン鉄道の機関車技術のさらなる改善は、サザン鉄道V形蒸気機関車や何種類かの電気機関車の設計を除いて遅れることになった。マンセルは、ロンドン南西部のフェルサム操車場など、貨物操車場で用いるための機関車も設計し、その最後の例がサザン鉄道Q形蒸気機関車である。Q形の設計はマンセルの健康の悪化と同時期であり、結果的に設計は保守的なものとなった。最初の機関車は1937年に完成したが、この年にマンセルは技師長職を引退した。
技師長は1937年に、マンセルからオリバー・ブレイドに交代した。彼はロンドン・アンド・ノース・イースタン鉄道でナイジェル・グレズリーの下で経験を積んだ人間である。ブレイドは、彼のパシフィック機の制約内に適合するコンパクトなブレイド式チェーン駆動弁装置を設計し、1941年のSR マーチャント・ネイヴィー形蒸気機関車、1945年のライト・パシフィック級蒸気機関車などに用いられた。ブレイドは常に革新者であり、溶接による鋼鉄製ボイラーや鋼鉄製の火室などを導入し、どちらも銅製のものより修理がしやすく、一方で運転台の人間工学的な側面にも新しく重点が置かれた。従来確立されていた機関車設計の慣習は彼の設計により変更され、車輪も伝統的なスポーク車輪から彼の設計したブレイド・ファース・ブラウン車輪となり、タイヤ部分が全体によりよく支持されるようになった。
ブレイドの設計の中で、見た目の上でもっとも普通とかけ離れた機関車は、小さいが重い貨物機関車で、イギリスで運行された車軸配置0-6-0の機関車の中でもっとも強力で、他の形式の派生形でないものとしては最後のものとなった。サザン鉄道Q1形蒸気機関車は、伝統的な車輪の泥はね除けなど、機関車の設計において不要と判断されたものとをすべて取り除いた。ボイラーの被覆材の形状を決定づける革新的な保温材を採用したことから、Q1形は多くの人が、製造された機関車の中でもっとも醜悪であると評している。従来型の機関車であれば38両の製造に必要な材料で40両が製造され、その経済性と設計を正当化した。
ブレイドの核心は、蒸気機関車の継続的発展という信念から生まれたもので、転車台を不要とする両運転台を備えた車軸配置0-6-6-0の、1946年のサザン鉄道リーダー級蒸気機関車に最終的に結実した。機関車全体が2台の台車の上に置かれていて急カーブを通過でき、平たい側面の車体は作業の手間を省ける客車用の洗車機を使って洗浄することができた。
パシフィック機や0-6-0のQ1形貨物機関車が成功したにもかかわらず、パシフィック機は保守が難しく、その変わった設計のために1950年代半ばに改造へとつながった。こうした革新により、サザン鉄道が再び機関車設計をリードすることになり、ブレイドはイギリスにおいて「最後の蒸気機関車の巨人」となることになった。

#### ディーゼル機関車
マンセルは1937年から操車場の入換に、ディーゼル機関車の使用を試行し始めた。彼は3両の機関車を発注し、成功をおさめたが、マンセルが引退したことと第二次世界大戦の勃発は、さらなるディーゼル機関車の発展の障害となった。ブレイドはディーゼル機関車に適応し、その設計を改良したが、自身が設計したディーゼル機関車の登場は国有化後の1949年となった。ブレイドはまた、本線用の電気式ディーゼル機関車も設計し、同時期の他の機関車の設計を押しのけ、ディーゼル機関車の慣習を確立したが、イギリス国鉄時代になってからの製造であった。

#### 電気機関車
サザン鉄道では、客貨両用の電気機関車も2両製作し、ブレイドの付番体系でCC1、CC2と記号番号が付けられた。ブレイドとアルフレッド・ラワースによる設計で、国有化後に20001と20002に改番された。国有化時点で3両目の機関車が製作中で、1948年に20003と番号が付けられた。この機関車は後にイギリス国鉄70形となった。1938年から製造されてきた2HALという電車の運転台設計に類似していた。これは安価で速い政策を実現できる溶接を使って、製造の容易化を図ったためである。1939年の戦争勃発に伴って、戦争経済に努力を振り向けてほとんどの新機関車製造プロジェクトが延期になったが、蒸気機関車における労力と燃料消費を節約できるのは確実であったことから、CC1とCC2の製造は延期の対象外となった。

#### 電車

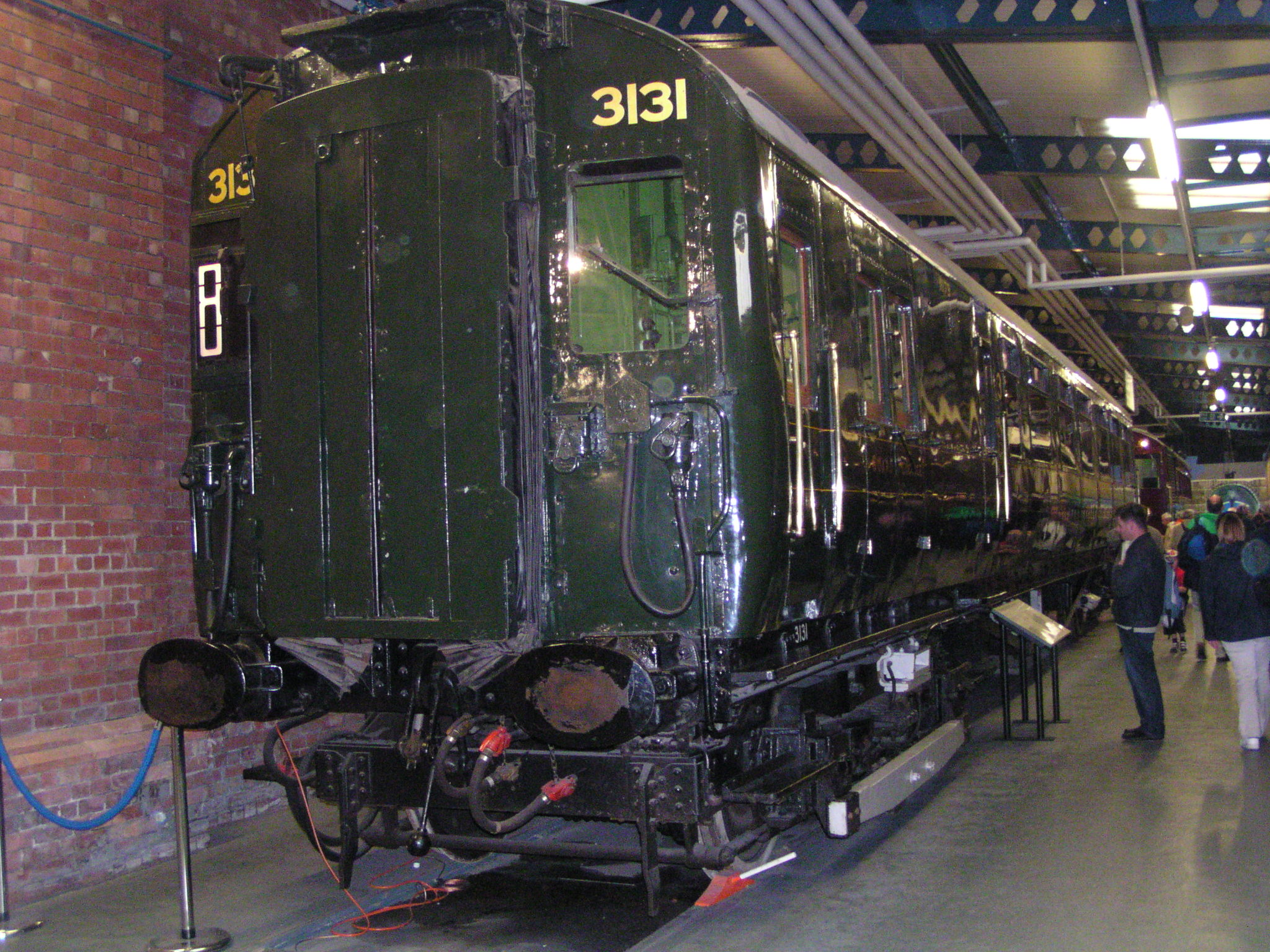
イギリス国鉄404形電車（サザン鉄道時代の4COR形）、3131号、イギリス国立鉄道博物館にて

初期のLBSCRの交流架空電車線方式の電車は1929年9月までに運用終了し、直流用に改造された。これ以降のさらなる電化は直流660ボルトで実施され、合併以前の前身各社から継承した車両の近代化に投資が行われるとともに、新型電車は、蒸気機関車が牽引していた客車を改造することによってしばしば新造された。サザン鉄道における電車の付番は、形式として3文字（時折2文字）のコードが割り当てられ、さらにその前に編成の構成両数を示す数値が付けられた。1925年から1937年にかけて製作されたこれらの初期の郊外用電車は、編成内の両数に応じて3-SUB、後に4-SUBと付番された。電車は固定編成で両端に制御車が配置され、分類記号が示すようにその間に挟まれた客車の両数を増減できた。
新しく4-LAV、6PUL、5BEL（ブライトン・ベル）がブライトン本線の電化用に1932年に導入された。電化がさらに進展するにつれて、より多くの形式が導入された。これにより、2-BILが1935年から1938年にかけて、イーストボーン、ポーツマス、レディング方面への長距離準速達列車用に製造され、また2-HALがメイドストン、ギリンガム方面への同様の列車向けに製造された。4-CORは、1937年4月からウォータールー駅からポーツマス・ハーバー駅への速達列車の運用に用いられた。
国有化以前のサザン鉄道により、合計460両の電車が製造された。サザン鉄道の電車の派生形にはプルマン客車や小包・新聞輸送用の荷物車もあり、ロンドンの郊外路線や東部局において柔軟な運用ができるようになっていた。

#### そのほかの動力車
サザン鉄道は他の動力も試行した。ドルーリー・カー製の50馬力石油発動機駆動レールカーを、閑散線区において使用して運行費用や信頼性を試験する目的で1927年に購入した。しかしこれは成功せず、1934年にウェストン・クリーブドン・アンド・ポーティスヘッド鉄道に売却された。同様に、センチネル・ワゴン・ワークス製の蒸気動車を1933年に購入してデビルズ・ダイク支線において使用した。1936年3月に他の地区に移して試行が継続されたが、1940年に打ち切られた。

### 客車

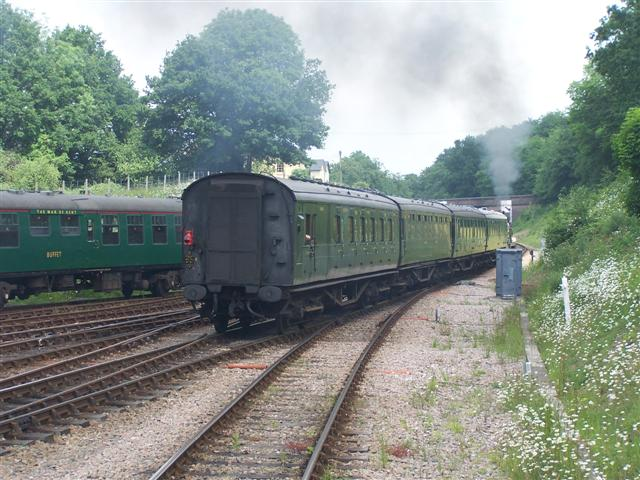
ブルーベル鉄道で保存されているマンセル設計の客車、緩急車に編成番号が記載されていない

サザン鉄道は前身各社から、多くの木造客車を継承した。しかし、客車の標準化に重点が置かれたため、マンセルは新型客車を設計することになった。これらの客車は0から4までに分類され、8フィート4分の3インチ（約2,457ミリメートル）幅の客車が「車両限界0」とされた。この制約は、サザン鉄道の車両限界の組み合わせと関連しており、より制約の厳しい路線向けにも対応できるようになっていた。新型客車はLSWRの鋼製客車の設計に基づいており、一等車と三等車からなり、どちらも通路とドアをコンパートメントごとにそなえて、通勤輸送において素早く乗り降りできるようになっていた。同様の原則が電車にも適用され、旅客が素早く降りることで定時性を改善した。
サザン鉄道は、客車を固定編成に組成した数少ない鉄道会社であった。これにより、各編成の端部に表記された編成番号を通じて各編成がどこにいるかを知ることができるようになり、整備が容易になった。予備の客車が確保されており、夏季の土曜日に編成を増強したり、故障した車両を置き換えたりするために用いられた。

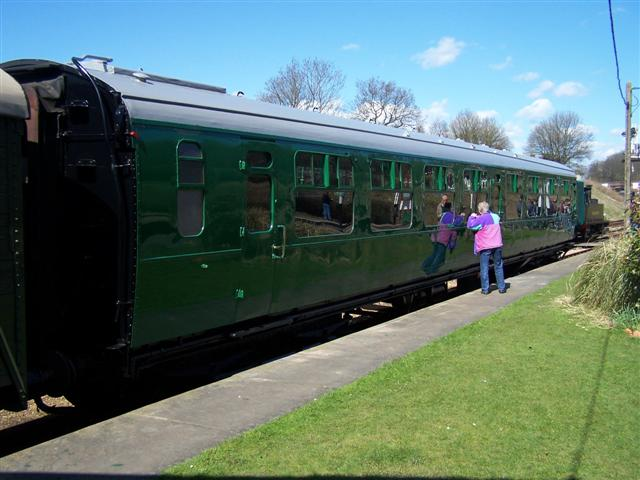
ブルーベル鉄道で保存されているブレイド設計の二等車

サザン鉄道が国有化される最終時期にかけて、客車製造の第二段階が実施された。ブレイドはLNERに至時代から客車の設計の豊富な経験があり、そこで獲得した知識を評判の高い新しい客車群に投入した。彼の珍しいプロジェクトとしては「タバーン・カー」というものがあり、客車内にバーと座席を備えて、田舎の居酒屋のようなものを再現した。タバーン・カーの外装は、テューダー様式建築を模した塗装になっており、特定の建築物の名前を付けられていた。タバーン・カーは小さな窓のために換気が不足し、旅客の不評をかって、1950年代に通常の座席車へと改造された。
サザン鉄道は、大陸からやってくるナイト・フェリーのものを除けば、イギリスの四大鉄道会社の中で唯一寝台車を営業していない会社であった。これは営業距離が短くて、そうした設備が営業的に実現不可能であるためであった。またサザン鉄道は、継承した客車を電車に改造する慣習があり、新しい電車を製造するのに比べて安く済んだ。ブレイドは、非常に混雑した郊外輸送に取り組む珍しいプロジェクトを開始した。この問題の解決策は、イギリスで最初の二階建て車両で、最終的に1949年に製造された。4両編成2本が完成し、電車と同じ方法の電気駆動で1970年代まで使用されていた。しかし、車両限界に制約されて中が窮屈であったことから、これ以上の発注は行われなかった。

### 貨車
サザン鉄道は貨車をダークブラウンに塗っていた。ほとんどの貨車は2軸貨車で、白い字で「SR」と入れられており、また一部には3軸の牛乳輸送用タンク車があり、サウス・ウェスタン本線をロンドンのユナイテッド・デイリーズに牛乳を運んでいた。サザン鉄道は主に旅客輸送をしていたため、貨物と荷物の双方に用いることのできる汎用貨車以外には、貨車へほとんど投資しなかった。この両用の貨車についてはボギー台車式で、ボートトレインによく用いられていた。最大時でサザン鉄道は37,500両の貨車を所有していた。これに対し、第二次世界大戦中には鉄道経営者委員会は50万両に登る私有の石炭貨車を管理していた。

## 文化的影響
サザン鉄道は、大衆へ宣伝するのに特に成功していた。ホーシャム経由でポーツマスへ行くミッドサセックス線を格下げしたことは、大衆からの反発を買い、宣伝上の問題となった。これがきっかけとなり、初めての近代的な宣伝部門が設置され、ジョン・エリオットが1925年にそのトップに就任した。エリオットはサザン鉄道のポジティブなイメージを作り出すのに尽力し、「世界でもっとも偉大な郊外電化」として電化プロジェクトを宣伝するキャンペーンを行って、第二次世界大戦までそのイメージを維持した。

### 旅行業
電化の持つ「進歩」という肯定的な印象は、南部および南西部の地域を休暇の行楽先として宣伝したことでさらに拡大された。"Sunny South Sam"というキャラクターがサザン鉄道を象徴した一方で、「ケントに住んで満足を」(Live in Kent and be content) というスローガンで通勤客をロンドンから郊外に住ませてサザン鉄道の収入源となるようにしようとした。またポスターを使ってサウサンプトンやドーバーの港からの汽船も宣伝した。この宣伝では、「キュナーダー」「ゴールデン・アロー」といったロンドンとの鉄道連絡も含んでいた。

### 遺産
サザン鉄道の記憶は、イングランド南部のウォータークレス線、スウォネージ鉄道、スパ・バレー鉄道、ブルーベル鉄道、ワイト島蒸気鉄道、ダートムーア鉄道などの保存鉄道に生きている。他にイーストレイ工場やロンドンのターミナル駅、ウォータールー駅（ロンドン最大の駅）、ロンドン・ヴィクトリア駅、チャリング・クロス駅、キャノン・ストリート駅、ロンドン・ブリッジ駅（ロンドン最古のターミナル駅）などにも名残がある。サザン鉄道グループ、サザン電気グループなど、いくつかの組織がサザン鉄道への関心を継続させている。

## 著名な人々

### 会長
- ヒュー・ドラモンド（1923年-1924年8月1日）[86]、ドラモンドは1911年からロンドン・アンド・サウス・ウェスタン鉄道の会長であった。在職中に死去した。
- エバラード・ベアリング（英語版）（1924年-1932年5月7日）[1]、在職中に死去。
- ゲラルド・ローダー（英語版）（1932年-1934年12月）[87]、1934年6月にウェイクハースト卿となり、1934年末に辞職。
- ロバート・ホランド＝マーティン（1935年-1944年1月26日）[87]在職中に死去[88]。
- エリク・ゴア＝ブラウン（1944年2月-国有化まで）[88]

### ゼネラルマネージャー

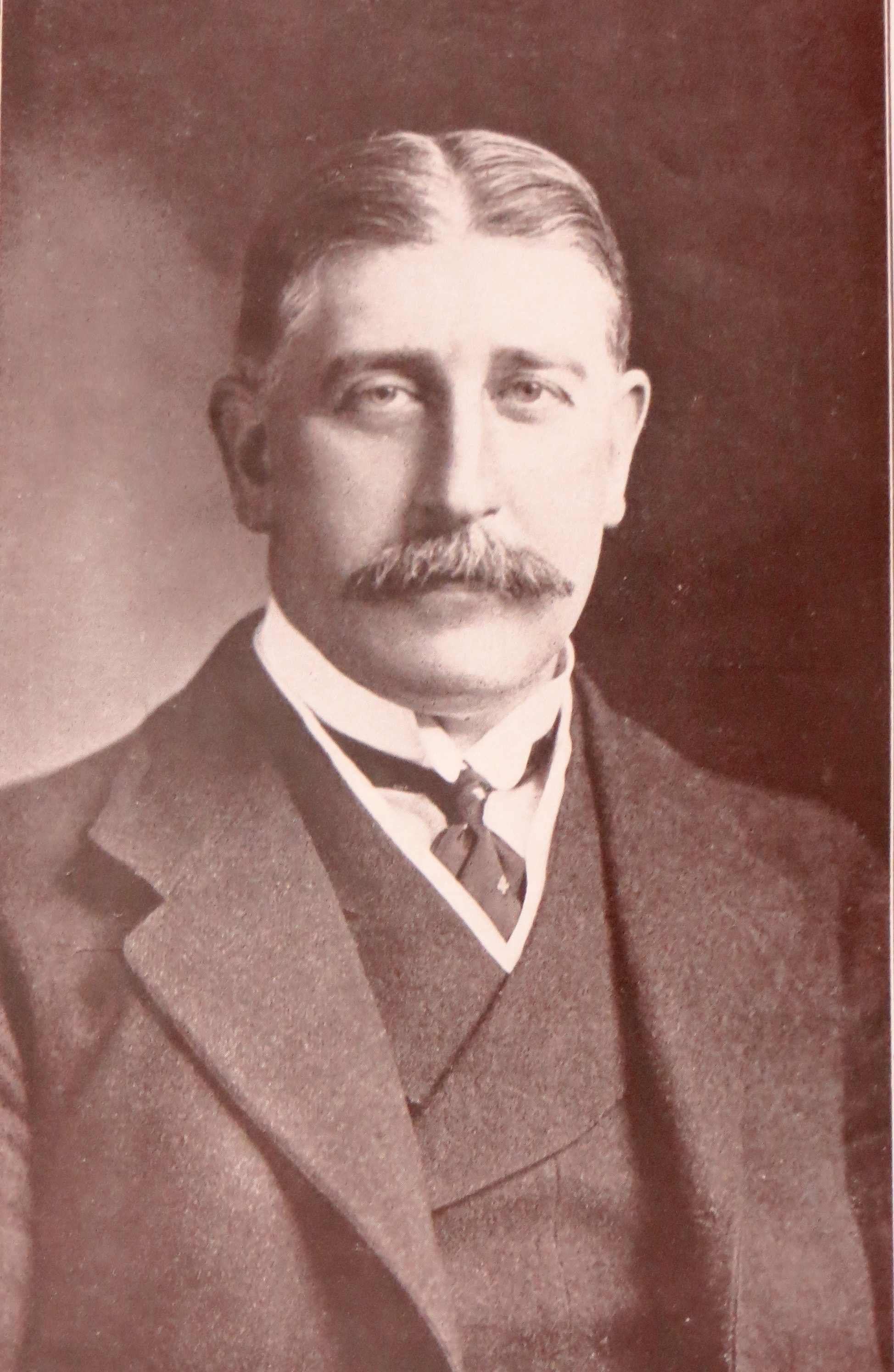
サザン鉄道の存在期間中を通じて在職したハーバート・アシュカム・ウォーカー

ハーバート・アシュカム・ウォーカー（1923年-1937年）
ウォーカーは1912年からLSWRのゼネラルマネージャーとして経験を積んだ、明敏な鉄道管理者である。1937年にゼネラルマネージャーを引退後、1947年にサザン鉄道が国有化されるまで取締役を務めた。ウォーカーのゼネラルマネージャー在任中の重要な2つの出来事として、1920年代半ばの電化と1937年にブレイドを主任技師長に指名したことが挙げられる。
ギルバート・スランパー（1937年-1939年）
土木技術社として教育を受け、サウサンプトンでドックおよび海洋部門の管理者となった。1925年にアシスタントゼネラルマネージャーに就任した。1939年に戦争省が彼を呼び出して少将とし、サウサンプトンのドックにおける軍事輸送を整理させた。彼は、トラフィックマネージャーのユースタス・ミセンデンがゼネラルマネージャー代理に就任することを拒否し、ゼネラルマネージャーとして確認されなければ辞任すると脅したことから、ゼネラルマネージャーの役職を外された。
ユースタス・ミセンデン（1939年-国有化）
1947年から1951年まで鉄道経営者委員会の会長。ミセンデンはトラフィックマネージャーとして勤め、1939年にゼネラルマネージャーとなった。1947年後半からサザン鉄道をおおむね不在として、鉄道経営者委員会の会長をしていた。
ジョン・エリオット
1933年から国有化までアシスタントゼネラルマネージャー、1947年にゼネラルマネージャー代理。広報部門アシスタント（1925年-1933年）。列車の遅れと新会社の統合に関して広報に問題があったことから、ハーバート・ウォーカーがエリオットを招き、イギリスで最初の広報専門家となったことで知られる。エリオットは、サザン鉄道の急行旅客機関車には愛称を付けるべきであると提案し、鉄道の宣伝に役立てるとともに、特徴のある機関車の塗装やよく知られたポスターなどを彼の指揮で実現した。1948年の鉄道国有化後も勤務を続け、1953年にロンドン・トランスポート経営委員会の議長に就任した。

### 主任技師長
リチャード・マンセル
サザン鉄道の最初の主任技師長を1922年から1937年まで務めた。マンセルは、サザン鉄道の最初の機関車標準化の試みに責任を持ち、また電気鉄道の導入に関しても監督した。彼の多くの達成事項の中には、SR ロード・ネルソン形蒸気機関車やサザン鉄道V形蒸気機関車などの導入があり、イギリスの車軸配置4-4-0の急行旅客蒸気機関車の中でも究極でとても成功した形式となった。彼はまた、サザン鉄道の車両限界の組み合わせに基づいた、サザン鉄道用新標準化車両設計も導入した。
オリバー・ブレイド
1937年から国有化までの主任技師長。ブレイドは、LNERからサザン鉄道へ、蒸気機関車の効率改善に関するいくつかのアイデアと共に移籍してきた。そうした革新がSR マーチャント・ネイヴィー形蒸気機関車、SR ライト・パシフィック級蒸気機関車、サザン鉄道Q1形蒸気機関車、実験的なサザン鉄道リーダー級蒸気機関車などの設計に生かされた。彼はまた革新的な電車や電気機関車も開発した。

### そのほかの技術者
アルフレッド・ラワース（1882年-1967年）
彼は1938年から1946年まで、サザン鉄道の主任電気技術者であった。彼は1912年にロンドン・アンド・サウス・ウェスタン鉄道に就職した。引退後はイングリッシュ・エレクトリックの顧問技師となった。
アルフレッド・スランパー（1858年-1934年）
1924年から引退した1927年まで、サザン鉄道の主任技術者であった。またサザン鉄道ゼネラルマネージャーとなったギルバート・スランパーの父親であった。